# Green Forest
Green Forest est une municipalité du comté de Carroll, dans l’État de l’Arkansas aux États-Unis.

## Démographie
| 1880 | 1900 | 1910 | 1920 | 1930 | 1940 | 1950 | 1960  |
| ---- | ---- | ---- | ---- | ---- | ---- | ---- | ----- |
| 34   | 469  | 635  | 868  | 745  | 755  | 738  | 1 038 |

| 1970  | 1980  | 1990  | 2000  | 2010  | - | - | - |
| ----- | ----- | ----- | ----- | ----- | - | - | - |
| 1 354 | 1 609 | 2 050 | 2 717 | 2 761 | - | - | - |